# Kenneth Gaburo
Kenneth Louis Gaburo (Somerville, 5 luglio 1926 – Iowa City, 26 gennaio 1993) è stato un compositore statunitense.

## Biografia
Gaburo nacque a Somerville, nel New Jersey. È stato professore di musica all'Università dell'Illinois, all'Università della California, San Diego e all'Università dell'Iowa. Tra i suoi studenti illustri figurano James Tenney e Allen Strange. È famoso come insegnante, pioniere dell'elettronica nella musica, pianista jazz, scrittore, ecologista, editore e propositore di linguistica compositiva.
Nel 1968 entrò nella facoltà del nuovo campus di San Diego dell'Università della California, dove nel 1972 una sovvenzione della Fondazione Rockefeller gli permise di avviare NMCE IV, questa volta con un attore, un oratore virtuoso, un mimo, una ginnasta e un artista del movimento del suono (Moore and Rosen 2001). Fino alle sue dimissioni dall'UCSD nel 1975 ha prodotto un gran numero di opere teatrali integrate, come la raccolta Lingua e Privacy.
Nel 1975 Gaburo fondò Lingua Press, che produce spartiti, libri, dischi, nastri audio, videocassette e film (Moore e Rosen 2001). Questa azienda è impegnata a produrre opere uniche prodotte da artisti in tutti i media che hanno a che fare con il linguaggio e la musica. Molte delle pubblicazioni sono state esposte in mostre d'arte di libri in tutto il mondo. Gaburo visse nel deserto di Anzo-Borrego scrivendo e insegnando dal 1980 al 1983. Nel 1980 fu direttore artistico della prima produzione "autentica" di Harry Partch The Bewitched per il Festival di Berlino (registrato su Enclosure Five: Harry Partch, innova 405). La sua comprensione del concetto di corporeità di Partch ha profonde connessioni con la sua stessa preoccupazione per la fisicità e il modo in cui influisce sulle composizioni. Il suo lavoro su nastro del 1982, RE-RUN, ad esempio, è stato generato dopo un esercizio di deprivazione sensoriale di 20 ore.
Divenne direttore dello Experimental Music Studio presso l'Università di Iowa nel 1983. Lo studio fu focalizzato intensamente su composizione, tecnologia, percezione psico-acustica, performance e l'affermazione dell'unicità dell'individuo per creare il suo/la sua realtà linguistica. Presso lo studio fondò il Seminario per gli studi cognitivi, un forum per la discussione del processo creativo. La sua preoccupazione per l'investigazione della musica come ricerca legittima e la composizione come creazione di un linguaggio intrinseco appropriato, ha portato a una serie di letture in linguistica compositiva per solista.
Il più delle volte faceva un uso innovativo dell'elettronica e esplorava la tonalità, il serialismo e ciò che chiamava "linguistica compositiva", come nella sua serie LINGUA (Ascolto). Ha anche scritto pezzi minimalistici come The Flow of (u) per tre voci che cantano all'unisono.
Gaburo morì nel 1993 a Iowa City, Iowa.
L'archivio delle opere della sua vita si tiene presso la Biblioteca Musicale dell'Università dell'Illinois.

## Discografia
- Kenneth Gaburo: cinque lavori per voci, strumenti ed elettronica (2002). New World Records 80585-2. Presenta:

1. Antiphony IV (Poised) (1967)
2. String Quartet in One Movement (1956)
3. Mouth-Piece: Sextet for Solo Trumpet (1970)
4. Antiphony III (Pearl-white moments) (1962)
5. The Flow of (u) (1974)

### Ulteriori letture
- Brooks, William, Harley Gaber, Susan Motycka, Herbert Brün, et al. 1979–1980. "Gaburo". Perspectives of New Music 18, nos. 1 & 2 (Fall-Winter & Spring-Summer):7–257.
- Dunn, David (ed.). 1995. "A Kenneth Gaburo Memorial". Perspectives of New Music 33, nos. 1 & 2:6–207.

### Ascolto
- UbuWeb: Kenneth Gaburo presenta Lingua II: Maledetto (Compositione per 7 Speakers Virtuosi) 1967-8, vedi: Unified Thread Standard

| Controllo di autorità | VIAF (EN) 34875690 · ISNI (EN) 0000 0000 6313 6416 · SBN DDSV110783 · Europeana agent/base/148916 · LCCN (EN) n81084144 · GND (DE) 1060225379 · BNF (FR) cb14099564c (data) · J9U (EN, HE) 987007340284605171 |